# Tavistock
Tavistock är en stad och en civil parish i West Devon i Devon i England. Orten har 12 280 invånare (2011).